# De Pelgrimscode
De Pelgrimscode was een Nederlandse spelshow. De show speelde zich af in het Midden-Oosten, en was op 11 november 2010 voor het eerst op televisie te zien. Aan de spelshow deden tien bekende Nederlanders mee. Hun gemeenzame pelgrimstocht begon in Istanbul en eindigde in Jeruzalem. Aan het einde van de acht afleveringen bleef er maar één deelnemer over, die 15.000 euro voor een goed doel naar keuze won. De deelnemers verdienden persoonlijk 1500 euro per aflevering waaraan ze deelnamen.
In 2011 startte een nieuw seizoen, waarbij opnieuw tien bekende Nederlanders op weg gingen naar Jeruzalem. Ditmaal begonnen ze hun pelgrimage in Egypte. Het derde seizoen (2013) begint in Ethiopië, het format in dit seizoen is wel op enige punten gewijzigd.
Na het derde seizoen in 2013 maakte de EO bekend dat het programma geen vervolg krijgt. Dit wegens tegenvallende kijkcijfers.

## Seizoen 1 (2010)
In 2010 had het programma de volgende deelnemers: Dirk Taat, Sandra Reemer, Sonja Silva, Henk Schiffmacher, Esmaa Alariachi, Geert Hoes, John de Wolf, Lucia Rijker, Melody Klaver en Reinier van den Berg.
De presentatie van De Pelgrimscode ligt in handen van Manuel Venderbos in Turkije, Kefah Allush in Syrië en Marion Lutke in Israël.
De winnaar van seizoen 2010 was Dirk Taat, die in de finale John de Wolf versloeg.
Het geld dat Dirk Taat won voor zijn goede doel deelde hij met John de Wolf en Reinier van den Berg.
| Nr.    | Naam                 | Week 1    | Week 2     | Week 3    | Week 4 | Week 5  | Week 6   | Week 7 | Week 8    |
| ------ | -------------------- | --------- | ---------- | --------- | ------ | ------- | -------- | ------ | --------- |
| 1      | Dirk Taat            |           |            |           |        |         |          |        | Winnaar   |
| 2      | John de Wolf         |           |            |           |        |         |          |        |           |
| 3      | Reinier van den Berg |           |            |           |        |         |          |        |           |
| 4      | Geert Hoes           |           |            |           |        |         |          |        |           |
| 5      | Melody Klaver        |           |            |           |        |         |          |        |           |
| 6      | Esmaa Alariachi      |           |            |           |        |         |          |        |           |
| 7      | Lucia Rijker         |           |            |           |        |         |          |        |           |
| 8      | Sonja Silva          |           |            |           |        |         |          |        |           |
| 9      | Henk Schiffmacher    |           |            |           |        |         |          |        |           |
| 10     | Sandra Reemer        |           |            |           |        |         |          |        |           |
| Plaats | Plaats               | Istanboel | Cappadocië | Antiochië | Aleppo | Tartous | Damascus | Akko   | Jeruzalem |

Legenda:
 Kandidaat uit het spel.
 Kandidaat moest deze aflevering het spel verlaten.
 Kandidaat is nog in het spel.

## Seizoen 2 (2011)
In 2011 had het programma de volgende deelnemers: Manuëla Kemp, Syb van der Ploeg, Arijan van Bavel, Elise van der Horst, Robin Zijlstra, Mohammed Chaara, Mirjam Sterk, Winston Post, Nelli Cooman en Cystine Carreon.
De presentatie van De Pelgrimscode ligt in handen van Bert van Leeuwen. De landen die de pelgrims dit seizoen doorkruisten waren Egypte, Jordanië en Israël.
De winnaar van seizoen 2011 was Mirjam Sterk, die in de finale Winston Post versloeg.
Op weg naar de locatie van de pelgrimsschat miste Mirjam een deel van de kaart die haar zou leiden naar de voorlaatste bestemming, maar was in staat om Winston te volgen. De laatste opdracht werd vervolgens door Mirjam gewonnen.
| Nr.        | Naam                | Week 1              | Week 2 | Week 3          | Week 4 | Week 5                     | Week 6             | Week 7  | Week 8    |
| ---------- | ------------------- | ------------------- | ------ | --------------- | ------ | -------------------------- | ------------------ | ------- | --------- |
| 1          | Mirjam Sterk        |                     |        |                 |        |                            |                    |         | Winnaar   |
| 2          | Winston Post        |                     |        |                 |        |                            |                    |         |           |
| 3          | Nelli Cooman        |                     |        |                 |        |                            |                    |         |           |
| 4          | Robin Zijlstra      |                     |        |                 |        |                            |                    |         |           |
| 5          | Mohammed Chaara     |                     |        |                 |        |                            |                    |         |           |
| 6          | Elise van der Horst |                     |        |                 |        |                            |                    |         |           |
| 7          | Cystine Carreon     |                     |        |                 |        |                            |                    |         |           |
| 8          | Arijan van Bavel    |                     |        |                 |        |                            |                    |         |           |
| 9          | Syb van der Ploeg   |                     |        |                 |        |                            |                    |         |           |
| 10         | Manuëla Kemp        |                     |        |                 |        |                            |                    |         |           |
| Plaats(en) | Plaats(en)          | Caïro, Nijl, Philae | Sinaï  | Wadi Rum, Petra | Amman  | Neboberg, Dode Zee, Jerash | Bethlehem, Jericho | Massada | Jeruzalem |

Legenda:
 Kandidaat uit het spel.
 Kandidaat moest deze aflevering het spel verlaten.
 Kandidaat is nog in het spel.

## Seizoen 3 (2013)
In 2013 had het programma de volgende deelnemers: Wim Kieft, Sjoerd Pleijsier, Pernille La Lau, Monique Samuel, Marian Mudder, Leo Alkemade, Kim Feenstra, Christijan Albers, Bert Kuizenga en Aukje van Ginneken.
Nieuw in dit seizoen is de integratie van een online-game waarin kijkers mee konden spelen en op deze manier een reis konden winnen.
De presentatie van De Pelgrimscode lag in handen van Bert van Leeuwen. Dit jaar begonnen de kandidaten hun reis in Ethiopië. Het prijzengeld was dat seizoen €10.000,- voor een goed doel naar keuze. De winnaar koos ervoor om het verdiende geld aan het Liliane Fonds te schenken.
In onderstaande tabel staan de goudstaven vermeld, deze zijn te winnen tijdens opdrachten. Wanneer een kandidaat afvalt dient hij/zij de verdiende goudstaven aan een andere medespeler te geven die nog in het spel is. In de finale moesten de kandidaten hun verdiende goudstaven inzetten op de onderdelen kennis, fysiek en behendigheid. Op deze onderdelen werden testen gehouden diegene die aan het eind de minste goudstaven in zijn/haar bezit moest het spel verlaten. De overgebleven kandidaten moesten met behulp van de verdiende goudstaven een schilderij opzoeken, diegene die deze het eerste vond won dit seizoen.
De winnaar van seizoen 2013 was Bert Kuizenga, die in de finale Kim Feenstra versloeg.
| Nr.        | Naam               | Week 1      | Week 2 | Week 3  | Week 4   | Week 5 | Week 6   | Week 7   | Week 8       | Goudstaven* |
| ---------- | ------------------ | ----------- | ------ | ------- | -------- | ------ | -------- | -------- | ------------ | ----------- |
| 1          | Bert Kuizenga      | +2          | +1     | 0       | 0        | 0      | 0        | 0        | +3, winnaar  | 61, 17 2    |
| 2          | Kim Feenstra       | +1          | 0      | 0       | +1       | +1     | +1       | +1       | 0, runner up | 51, 3 2     |
| 3          | Wim Kieft          | +1          | 0      | 0       | 0        | +1     | +4       | +3       | 0            | 91, 0 2     |
| 4          | Sjoerd Pleijsier   | +2          | 0      | 0       | +1       | 0      | 0        | −3       |              | 3           |
| 5          | Marian Mudder      | 0           | +1     | +3      | 0        | 0      | −4       |          |              | 4           |
| 6          | Leo Alkemade       | +1          | 0      | 0       | 0        | −1     |          |          |              | 1           |
| 7          | Aukje van Ginneken | +1          | 0      | 0       | −1       |        |          |          |              | 1           |
| 8          | Pernille La Lau    | +2          | 0      | −2      |          |        |          |          |              | 2           |
| 9          | Christijan Albers  | +1          | −1     |         |          |        |          |          |              | 1           |
| 10         | Monique Samuel     | +1, −1      |        |         |          |        |          |          |              | 1           |
| Plaats(en) | Plaats(en)         | Addis Abeba | Aksum  | Houzien | Lalibela | Gondar | Tanameer | Caesarea | Jeruzalem    |             |

 Kandidaat uit het spel.
 Kandidaat moest deze aflevering het spel verlaten.
 Kandidaat is nog in het spel.
* Goudstaven op het moment van verlaten van spel.
1 Het aantal goudstaven aan het begin van de finale.
2 Het aantal goudstaven verdiend in de finale.

### Kijkcijfers
| Afl. | Datum         | Kijkcijfers | MADL  | Plek in top 25 |
| ---- | ------------- | ----------- | ----- | -------------- |
| 1    | 14 maart 2013 | 878.000     | 12,7% | 15             |
| 2    | 21 maart 2013 | 928.000     | 13,5% | 13             |
| 3    | 4 april 2013  | 854.000     | 12,7% | 14             |
| 4    | 11 april 2013 | 787.000     | 11,6% | 15             |
| 5    | 18 april 2013 | 828.000     | 12,7% | 14             |
| 6    | 25 april 2013 | 742.000     | 12,4% | 15             |
| 7    | 2 mei 2013    | 879.000     | 13,7% | 13             |
| 8    | 9 mei 2013    | 1.062.000   | 16,6% | 6              |